# タカ・クノウ
タカ・クノウ（1967年5月18日 - ）は、日本の男性柔術家、総合格闘家、プロレスラー。本名は久能 孝徳。東京都出身。オリンピックメダリストの太田章が主宰する「チーム太田章」所属。

## 来歴
国士舘高校までは柔道を続け、高校卒業後は自衛隊体育学校に進みグレコローマンスタイルを経験する。約1年後に除隊された後、1990年・22歳で渡米、ロサンゼルスに拠点を置いてボディビルを中心としたトレーニング理論を学ぶ。
渡米から14年間、インストラクターや指圧師として暮らしていたが、2001年にアメリカン・インターナショナル・グラップリング大会に於いてブラジリアン柔術の黒帯選手アミリカ・シピリから一本勝ちを奪い、「日本人柔道家として木村政彦以来50年ぶりに黒帯の柔術家から一本勝ちした選手」として注目された。
2004年、ブラジリアン柔術のパンアメリカン選手権黒帯ペサード級で優勝を果たした。
2005年に日本へ帰国した後はアメリカで知り合った太田章に師事、2005年12月2日に総合格闘技イベント「DEEP」に参戦、佐々木有生と対戦するも1RKO負けを喫した。2006年10月10日「DEEP 26 IMPACT」に出場し水口清吾と対戦するが敗北した。
2007年6月29日にアントニオ猪木のプロレス団体イノキ・ゲノム・フェデレーション（IGF）の旗揚げ戦に参戦（対小原道由）、プロレスデビューを果たした。IGF第2弾興行にも続いて参戦、浜中和宏から三角絞めでTKO勝利を収めた。
2008年12月20日、スイスで行われた国際レスリング連盟（FILA）主催のグラップリング世界選手権1日目男子ノーギ92kg級に出場。1回戦で敗れたものの、敗者復活戦を勝ち上がり3位入賞。2日目男子ギ92kg級は2回戦で敗退した。
2010年3月27日 - 28日、ポーランド・クラクフで行われた第3回グラップリング世界選手権では、ギとノーギのそれぞれ90kg級に出場し、ギで優勝し金メダルを獲得した。グラップリングで日本選手として初の世界チャンピオンとなった。
2010年8月 - 9月、中国・北京で、オリンピックの下部大会である第1回スポーツアコードワールドコンバットゲームズ（ワールドゲームズの格闘技版）にグラップリングの日本代表として参戦しノーギ90kg級で5位。
2017年10月、コンバットレスリング世界選手権-100kg級にて金メダルを獲得。
2019年5月25日、後楽園ホールで行われたDRADITION 2019 RAGING OUTLAW TOUR〜HIRO SAITO 40th ANNIVERSARY〜にて三州ツバ吉とタッグを組んで出場、腕ひしぎ逆十字固めで倉島信行に勝利。

## 人物
- 40歳でのプロレスデビューとなったが、クノウ自身は「身体年齢は28歳」と公言している。
- テーマ曲は「G線上のアリア」を使用。ジャンボ鶴田のテーマ曲である「J」を使用。

## 戦績
| 総合格闘技 戦績 | 総合格闘技 戦績 | 総合格闘技 戦績 | 総合格闘技 戦績 | 総合格闘技 戦績 | 総合格闘技 戦績 | 総合格闘技 戦績 |
| --------------- | --------------- | --------------- | --------------- | --------------- | --------------- | --------------- |
| 2 試合          | (T)KO           | 一本            | 判定            | その他          | 引き分け        | 無効試合        |
| 0 勝            | 0               | 0               | 0               | 0               | 0               | 0               |
| 2 敗            | 2               | 0               | 0               | 0               | 0               | 0               |

| 勝敗 | 対戦相手   | 試合結果                   | 大会名         | 開催年月日     |
| ×    | 水口清吾   | 1R 0:57 TKO（パンチ連打）  | DEEP 26 IMPACT | 2006年10月10日 |
| ×    | 佐々木有生 | 1R 2:20 KO（右ストレート） | DEEP 22 IMPACT | 2005年12月2日  |